# Cucut esquirol bec-roig
Piaya melanogaster és una espècie d'ocell de la família dels cucúlids (Cuculidae) que habita la selva humida del sud-est de Colòmbia, sud de Veneçuela, Guaiana, est de l'Equador i del Perú, nord de Bolívia i oest amazònic del Brasil.